# Universidad de Ciencias Aplicadas de Bremen
La Universidad de Ciencias Aplicadas de Bremen (en alemán: Hochschule Bremen) es una Universidad de Ciencias Aplicadas pública (Fachhochschule), ubicada en Bremen, Alemania. 
En 1982, se creó esta universidad a partir de la fusión de cuatro universidades de ciencias aplicadas preexistentes: una universidad de tecnología, una de negocios, una de pedagogía social y economía social, y una de náutica.
Sin embargo, la historia de la Universidad de Ciencias Aplicadas de Bremen se remonta a la fundación de Technikum, una Escuela de Ingeniería Civil y Transporte Marítimo en 1894, y a la fundación de la Escuela Social de Mujeres, la primera Escuela de Trabajo Social en Bremen en 1918.
Hochschule Bremen es miembro de la red UAS7 (Siete Universidades de Ciencias Aplicadas) que forma una alianza estratégica de siete universidades alemanas líderes en Ciencias Aplicadas en enseñanza e investigación.

## Campus
La Universidad de Ciencias Aplicadas dispone de cuatro campus. El campus central, donde se encuentran la oficina central y las facultades 2 a 5, está ubicado en Bremen Neustadt, en la calle Neustadtswall. La Facultad 1 y la Escuela de Negocios Internacionales está ubicada en el campus Werderstraße. Otro campus ubicado cerca del aeropuerto de Bremen aloja el Centro de Estudios de Ciencias de la Computación y Medios, así como el Instituto de Tecnología Aeroespacial. Finalmente, la Escuela Internacional de Graduados está situada en el campus Süderstraße.

## Facultades
Entre cinco facultades se ofertan 69 cursos de formación, de los cuales 43 son cursos de grado y 26 son cursos de máster.
- Facultad 1: Escuela de Negocios Internacionales

- Facultad 2: Arquitectura, Ingeniería Civil y Medioambiental

- Facultad 3: Ciencias Sociales

- Facultad 4: Ingeniería Eléctrica

- Facultad 5: Naturaleza e Ingeniería